# Epacra aenea
Epacra aenea är en insektsart som beskrevs av Brunner von Wattenwyl 1888. Epacra aenea ingår i släktet Epacra och familjen Gryllacrididae. Inga underarter finns listade i Catalogue of Life.